# Жан Корали
Жан Корали (рождено име: Джовани Корали Перачини (Giovanni Coralli Peracini), 15 януари 1779 – 1 май 1854) е френски балетист и хореограф, създател, заедно с Жул Перо, на балета „Жизел“ (1841 г.)

## Ранни години
Роден в семейството на италиански комедиен актьор в Париж. Като дете учи в балетната школа на Парижката опера, но дебютът си на сцена прави във Виена през 1802 г. в балета „Тайните на Исида“.
През 1802 г. гастролира в Парижката опера и в Кралския театър (King's Theatre) в Лондон, след което се завръша във Виена и започва работа като балетмайстор на Хофтеатър (Кралската виенска опера). Там поставя през 1806 г. първия си балет – „Пауло и Розета“.
В този период танцува със съпругата си Тереза и двамата стават известна изпълнителска двойка, често появяваща се на театрални плакати. Двамата играят гавните роли в повечето постановки на Корали за Хофтеатър, вкл. „Елена и Парис“ (1807 г.) От 1809 г. семейство Корали гастролират като солисти в „Ла Скала“ (Милано) (1809 – 1812, 1814 – 1815 и 1820), „Ла Фениче“ (Флоренция), и „Сао Карло“ (Лисабон) и Марсилия.
Между 1825 и 1829 г. Корали е балетмайстор на театъра „Порт Сен Мартен“ в Париж, където създава десет балета, както и дивертисменти за 14 пиеси. В трупата танцуват и Шарл-Франсоа Мазурие, известен комик, Жул Перо и Жозеф Мазиле, талантливи балетисти, които ще пожънат успехи и като хореографи. Порт Сен Мартен е известен със своя романтичен репертоар и новаторски постановки, много от които изпреварват продукцията на Парижката опера. Още през 1829 г. Корали поставя танц на Силфидите, който намеква за фантастичните „бели балети“ от последващите години.

## Парижката опера
Прз 1831 г. Корали започва като първи балетмайстор на Парижката опера, на мястото на Жан-Луи Омер. Първата му постанова е ново поставяне на творбата му „Леокадия“ (Léocadie, 1828), с нов сценарии от Йожен Скриб, нова музика от Мишел Карафа и ново заглавие – „Оргията“ (L'Orgie). Сюжетът разказва за младо момича, прелъстено и изоставено от аристократ – тема, към която Корали се завръща и по-късно.
Следващата му творба е балет за операта „Изкушението“ (La Tentation, 1852 г.), която експлоатира нарастващата популярност на свръхестествените сюжети в постановките. Тази творба е първата от много за оперната сцена.
Седващата творба е важна танцома постановка – „Бурята или Островът на духовете“ (La Tempête, ou L'Ìle des Génies, 1854 г.) по музика на Жан Шнайцхофер. Полин Дюверне и Жозеф Мазилие са в главните роли – на любовниците Леа и Фернандо, докато младата виенска балерина Фани Елслер, която е в началото на кариерата си, пресъздава образа на феята Алсин. Звездата на ЕЛслер изглява и в следващия балет на Корали – Le Diable Boiteau („Куцият дявол“, 1836), в който тя изпълнява известния танц „Ла Качуча“.
Зенитът на хореографската кариера на Корали е достигнат през 1841 г. с премиерата на балета „Жизел“ в летния сезон на Парижката опера по сценарий на Теофил Готие и Жул-Анри Верноа де Сен-Жорж, музика на Адолф Адам и в партньорство с Жул Перо, който е търсил подходяща партия за протежето си Карлота Гризи. На премиерата Гризи си партнира с Люсиен Петипа в ролята на Албрехт. „Селското“ па-дьо-дьо от първо дейстие по заемствана музика от Фридрих Булгмюлер, се изпълнява от Натали Фицджеймз и Огюст Мабиле, а ролята на Мирта от Адел Дюмилатър. С този балет Корали се проявява като един от майсторите на романтическото направление в европейската хореография.
Корали работи с Готие и Бургмюлер и за следващата си творба – La Péri (1843 г.) – история за ориенталска фея, обичана от младеж, който се влюбва в нея, след като я е видял в опиумно опиянение. Солисти отново са Гризи и Петипа, а хореографията на Корали е радушно приета от критиката и публиката. Балетът се радва на голям успех.
Предпоследният балет на Корали Eucharis (1844 г.) обаче е провал, а последният – Ozaï (1847 г.) е игран само десет пъти.
Корали се пенсионира като балетмайстор на Парижката опера през 1854 г. и умира четири години по-късно.

## Избрани творби
Сред основните творби на Корали са:
- 1806: Paul et Rosette
- 1806: Amphion
- 1807: Les Incas
- 1807: Hélène et Pâris
- 1815: La Dansomanie
- 1816: Les Noces de Zéphire et Flore
- 1825: La Statue de Vénus
- 1825: Les Ruses Espagnoles
- 1826: Monsieur de Pourceaugnac
- 1826: Gulliver
- 1826: La Visite à Bedlam
- 1827: Le Mariage de Raison
- 1827: La Neige
- 1828: Les Hussards et les Jeunes Filles
- 1828: Léocadie
- 1829: Les Artistes
- 1830: La Somnambule
- 1830: Le Mariage de Raison
- 1831: L'Orgie
- 1832: La Tentation
- 1834: La Tempête, ou L'Île des Génies
- 1836: Le Diable Boiteux
- 1837: La Chatte Métamorphosée en Femme
- 1839: La Tarentule
- 1841: Giselle, ou Les Wilis, with Jules Perrot
- 1843: La Péri
- 1844: Eucharis
- 1847: Ozaï